# Mina Popović
Mina Popović (serbio cirílico: Мина Поповић; Kraljevo, 16 de septiembre de 1994) es una voleibolista serbia que se desempeña como central en el club turco Galatasaray. Forma parte de la Selección femenina de voleibol de Serbia, con la que ganó el Campeonato Mundial de Voleibol Femenino de 2022 y la medalla de bronce en los Juegos Olímpicos de Tokio 2020.

## Carrera

### Clubes
La carrera de Mina Popović comenzó en la temporada 2011-12 cuando debutó en la máxima liga serbia con la camiseta del Estrella Roja: con el club de Belgrado, al cual permaneció vinculada durante cuatro temporadas, ganó dos Ligas y tres Copas de Serbia consecutivas.
En la temporada 2015-16 pasó a la Serie A1 italiana, fichado por el recién ascendido Obiettivo Risarcimento di Villaverla, mientras que en la temporada siguiente estuvo en la misma categoría, pero vistiendo la camiseta del Bergamo, donde permaneció dos años. En la temporada 2018-19 defendió los colores del San Casciano, mientras que en la siguiente fichó por Casalmaggiore, todos de la Serie A1, categoría en la que siguió jugando en la temporada 2020-21, tras fichar por el Savino Del Bene.
En la temporada 2021-22 firmó con el club turco Fenerbahçe para desempeñarse en la Sultanlar Ligi, categoría en la que también participa al año siguiente, pero con el club Galatasaray.

### Selección nacional
Después de formar parte de la selección sub-18 de Serbia, con la que ganó el bronce en el Campeonato de Europa y del Mundo en 2011, y de la selección sub-19, con la que ganó la plata en el Campeonato de Europa de 2012, hizo su debut con la selección absoluta en 2013, alcanzando la medalla de plata en la Copa del Mundo de 2015 y la de bronce en la Eurocopa del mismo año. En 2017 y 2019 ganó dos medallas de oro consecutivas en los campeonatos europeos .
En 2021 ganó la medalla de bronce en los XXXII Juegos Olímpicos de Tokio y la medalla de plata en el campeonato europeo, mientras que al año siguiente terminó tercera en la Liga de Naciones de Voleibol y ganó el oro en el campeonato mundial.

## Palmarés

### Clubes
- Campeonato serbio: 2 (2011/12, 2012/13)

- Copa de Serbia: 3 (2011/12, 2012/13, 2013/14)

### Selección nacional (competiciones juveniles)
- Campeonato europeo Sub-18 2011
- Campeonato mundial Sub-18 2011
- Campeonato europeo Sub-19 2012
- Juegos europeos 2015

### Premios individuales
- 2011 - Campeonato de Europa Sub-18 : Mejor bloqueadora
- 2011 - Campeonato Mundial Sub-18 : Mejor bloqueadora
- 2012 - Campeonato de Europa Sub-19 : Mejor bloqueadora